# Seznam častnih občanov Mestne občine Kranj
Seznam častnih občanov Mestne občine Kranj (MOK) je seznam ljudi, ki jim je občina Kranj kadarkoli podelila naziv častnega meščana.

## Častni meščani
- Edvard Kardelj, proglašen 23. 12. 1969, politik
- Josip Broz Tito, proglašen 10. 5. 1962, jugoslovanski maršal in politik hrvaško-slovenskega rodu
- Anton Korošec, proglašen 29. 7. 1938, politik in teolog
- Janko Žirovnik, proglašen 18. 1. 1935, zbiralec ljudskih pesmi, učitelj in sadjar
- Peter Grasseli, proglašen 27. 7. 1930, ljubljanski župan med letoma 1882 in 1896 (prvi slovenski župan)
- Anton Koblar, proglašen 18. 7. 1928, zgodovinar in politik
- Tomo Zupan, proglašen 20. 2. 1925
- Ivan Tavčar, proglašen 26. 8. 1921, politično kariero je začel v Kranjskem deželnem zboru, prav tako pa je bil predsednik Narodne čitalnice v Kranju
- Ivan Ribar, proglašen 11. 7. 1921, jugoslovanski odvetnik in politik
- Nikola Pašić, proglašen 11. 7. 1921, prvak Narodne radikalne stranke in večkratni predsednik vlade v Kraljevini Srbiji in v Kraljevini SHS
- Ivan Hribar, proglašen 15. 9. 1921
- Ciril Pirc, proglašen 9. 4. 1921, politik
- Ferdinand Pollak, proglašen 9. 4. 1921
- Davorin Jenko, proglašen 11. 12. 1910, skladatelj in dirigent, član Srbske akademije znanosti in umetnosti
- Karel Šavnik, proglašen 9. 12. 1904, pravnik, finančni strokovnjak in profesor
- Vinko Hafner, proglašen leta 1972, politik, komunist, partizan, častnik, politični komisar in prvoborec
- Tomo Česen, proglašen leta 1990, športni plezalec, alpinist in novinar
- Ljubo Sirc, proglašen leta 2003, ekonomist
- Nejc Zaplotnik, proglašen leta 2003, alpinist
- Janez Marenčič, proglašen leta 2004
- Rudi Šeligo, proglašen leta 2004, pisatelj, dramatik, esejist in politik, leta 1962 se je zaposlil na Zavodu za proučevanje organizacije dela in izobraževanje kadrov v Kranju ter do 1993 predaval statistiko na kranjski Visoki šoli za organizacijo dela (danes Fakulteta za organizacijske vede)
- Miha Pogačnik, proglašen leta 2005
- Nikolaj Bevk, proglašen leta 2005, gospodarstvenik
- Boris Paternu, proglašen leta 2006, urednik, profesor, zgodovinar
- Nace Šumi, proglašen leta 2007
- Lučka Kajfež Bogataj, proglašena leta 2008, klimatologinja, redna profesorica, predstojnica Katedre za agrometeorologijo in članica Medvladnega foruma za podnebne spremembe v Ženevi
- Marko Aljančič, proglašen leta 2008, biolog in strokovni pisec
- Tatjana Dolenc Veličković, proglašena leta 2009
- Vladimir Ravnik, proglašen leta 2011, profesor, botanik in umetnik
- Janez Peklenik, proglašen leta 2012
- France Pibernik, proglašen leta 2013
- Vincenc Draksler, proglašen leta 2014
- Peter Vencelj, proglašen leta 2015
- Drago Štefe, proglašen leta 2016
- Milivoj Veličković Perat, proglašen leta 2017
- Dušan Petrač, proglašen leta 2017
- Andrej Babič, proglašen leta 2018